# Samanta Poļakova
Samanta Poļakova, (født 31. marts 1989) bedre kendt som Samanta Tīna er en lettisk sanger. Hun skulle have repræsenteret Letland ved Eurovision Song Contest 2020 i Rotterdam. Eurovision Song Contest 2020 blev imidlertid aflyst på grund af COVID-19-pandemien. 
I 2010 vandt hun det lettiske talentshow "O! Kartes akadēmija" og fik derfor lov til at studere på Tech Music School i London. 
I 2011 deltog hun i en moldovsk sangkonkurrence, som hun også vandt.
Hun gjorde flere forsøg på at repræsentere både Letland (2012, 2013, 2014 og 2016) og Litauen (2013 og 2017) ved Eurovision Song Contest.

## Diskografi

### Singler
- I Want You Back (2012)
- I Need a Hero (2013)
- Stay (2014)
- We Live for Love (2016)
- The Love Is Forever (2016)
- Kāds trakais mani uzgleznos (2016)
- Vējš bungo klavieres (2017)
- Pietiks (2017)
- Cutting the Wire (2019)
- Still Breathing (2019)

### Som featured kunstner
- Hey Chiki - Mama (2013, Vudis)
- Tavo oda (2017, Tadas Rimgail)